# 控制等級

美国国家职业安全卫生研究所所繪制的信息圖形，控制方式的效益由上至下排列。按照此等級將可帶來更安全的環境及系統，使受傷或死亡的風險大大降低。

控制等級（Hierarchy of control），又名危害控制層級或安全控制措施順序等，是一套工業中用以減少或完全移除危害的系統。此系統獲廣泛承認並用於各類安全管理組織。控制等級一般以倒置三角形表示，最上方者的效益最佳。一般而言，安全管理系統中會先作風險評估，再利用控制等級嘗試消除危害。
控制等級將危害控制分類，按其效益較高者優先則可排列為：
- 危害消除
- 危害替代（英语：Hazard substitution）
- 工程控制（英语：Engineering controls）
- 行政控制（英语：Administrative controls）
- 個人防護裝備

## 控制等級的組成

### 危害消除
危害消除指將危害從系統及環境中完全移除，為最有效的安全控制措施。例如，將置於半空的物件改為地面，則可使員工高空工作的危害完全消除。

### 危害替代

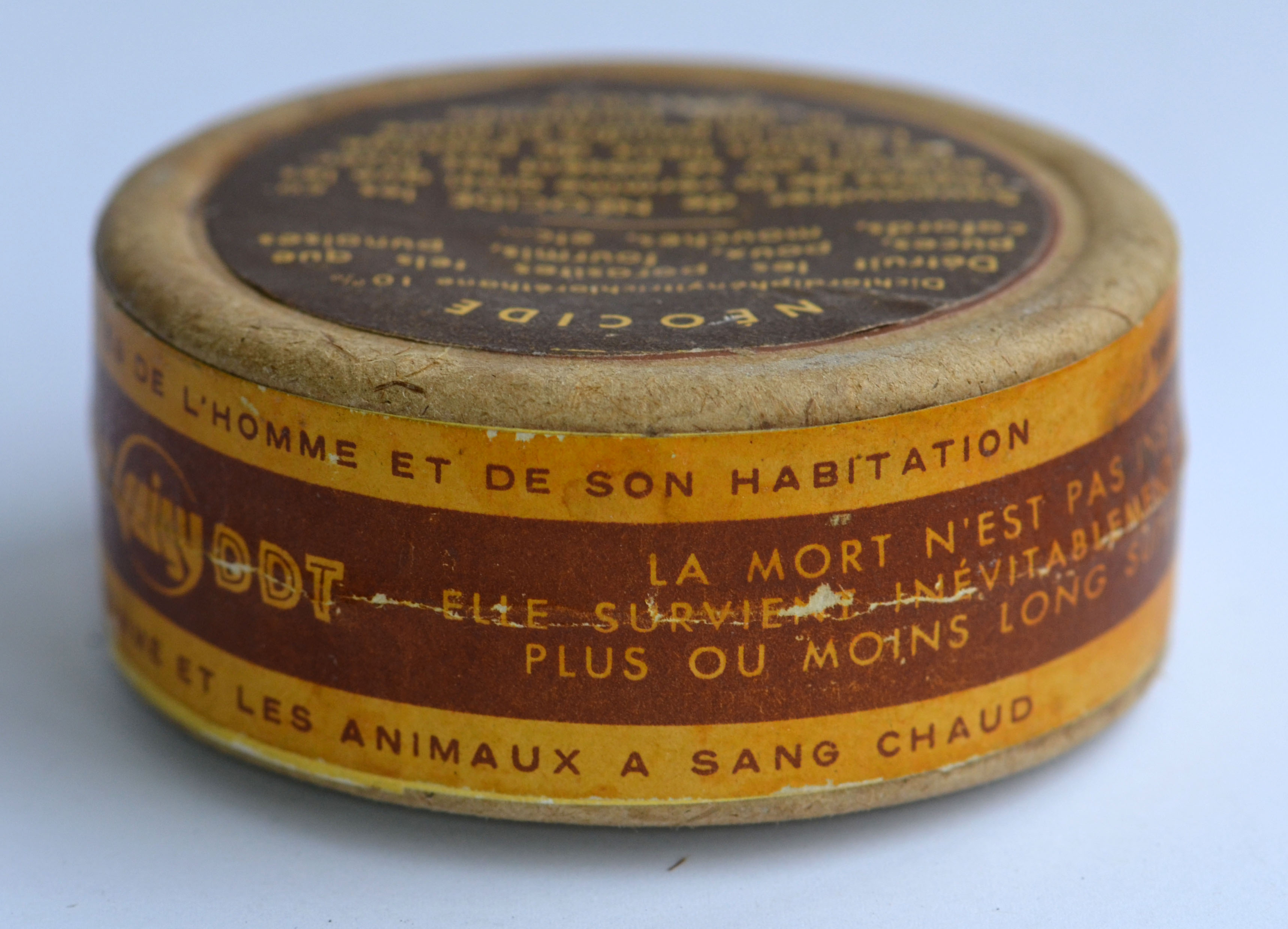
此殺蟲劑有滴滴涕，可以其他殺蟲劑取代

危害替代是第二有效的安全控制措施。其將現有會做成危害的物品或工序替換成不會做成危害或較少危害的物品或工序，例如以二氧化鈦取代含鉛油漆。替代時應注意及考慮替代品會否帶來意外後果。

### 工程控制
工程控制不會減少現有危害，而是將危害與人隔離。例如工業用工具會設置護欄防止其運作時與人接觸，又或者高空工作時須設置工作平台防止人員墮下。此類措施一般較為昂貴，但長遠可降低成本。

### 行政控制

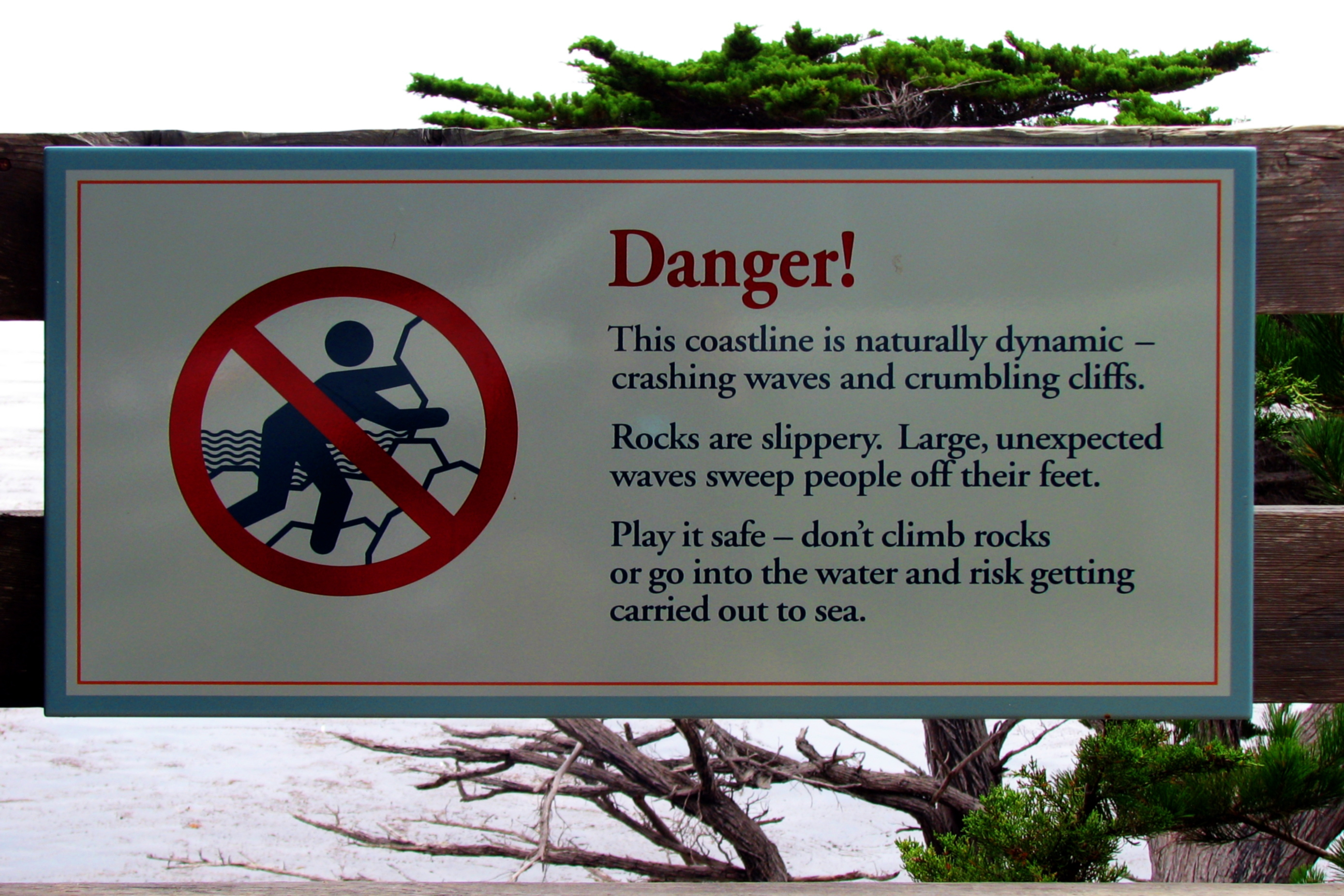
警告牌指示切勿攀岩或下水，但無法避免其他人不小心忽略甚至特意違反

行政控制改變人的工作模式，簡單例子為改變工作步驟、工作人員的訓練、規則與政策、警告標示等。行政控制不能消除危害，只可減少人員暴露於風險中的機會，而另一方面工作人員與其他人士亦可無意忽略甚至有意違反行政控制措施，使其變得無效，故其危害控制效益較低。

### 個人防護裝備
個人防護裝備（Personal protective equipment，常簡稱為PPE）包含工作服、口罩、安全帽、反光衣、安全鞋等，為最低效益的安全控制措施，因這些裝備很有可能遭損毀或老化而變得無效，個人防護裝備亦未能為無關者提供保護。某些個人防護裝備亦會增加工作者的生理負擔，故亦需要額外訓練或檢查。

## 设计保障安全
设计保障安全為於設計階段已盡量減少危害的概念，而控制等級為其重要一環。设计保障安全着重於控制等級最高的部分，即危害消除與替代。

## 外部連結
- 控制等級 （页面存档备份，存于） 職業安全維基上的項目